# خارج از قانون (فیلم ۲۰۰۲)
خارج از قانون (به انگلیسی: Outside the Law) یک فیلم اکشن آمریکایی ویدئویی محصول سال ۲۰۰۲ به کارگردانی خورخه مونتسی با بازی سینتیا روتراک، سیموس دور، جسیکا استایر، جف وینکات و استیفن ماچت است.
خارج از قانون در حال حاضر دارای امتیاز ۸۶٪ در راتن تومیتوز است.

## داستان
یک مأمور دولتی خیانت شده به سمت مرز می‌دود اما با کمک به زوجی که توسط قاچاقچیان مواد مخدر مورد آزار و اذیت قرار می‌گیرند، امنیت خود را به خطر می‌اندازد زیرا تعقیب کنندگان مأمور به دنبال او هستند.